# North Platte (Nebraska)
North Platte es una ciudad ubicada en el condado de Lincoln en el estado estadounidense de Nebraska. En el Censo de 2010 tenía una población de 24 733 habitantes y una densidad poblacional de 713 hab/km². Se encuentra junto a la confluencia de los ríos Platte Norte y Platte Sur, que forman el río Platte, un afluente del Misuri.

## Geografía

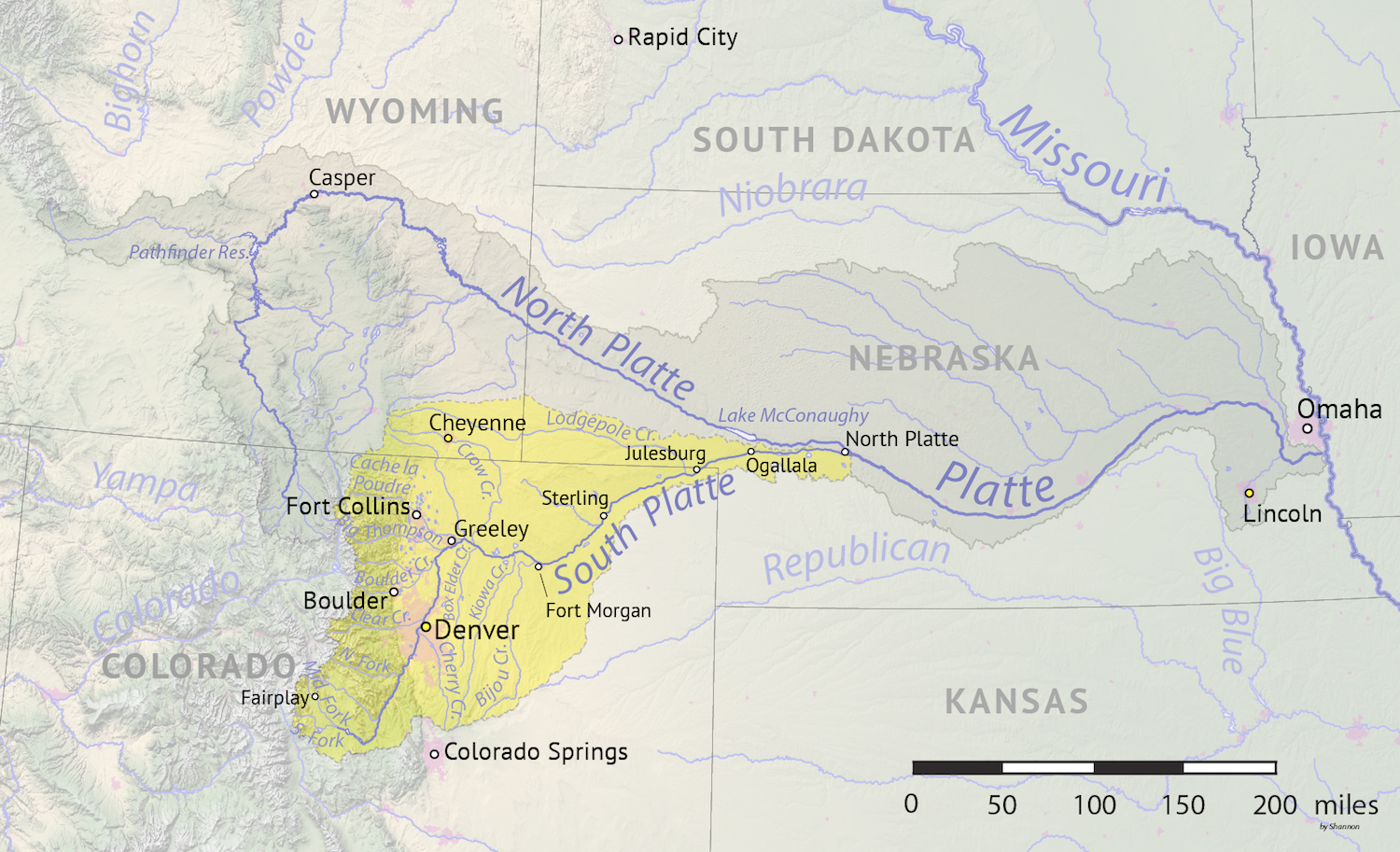
Mapa del río Platte Sur (la otra fuente del Platte) en el que aparece North Platte arriba a la derecha

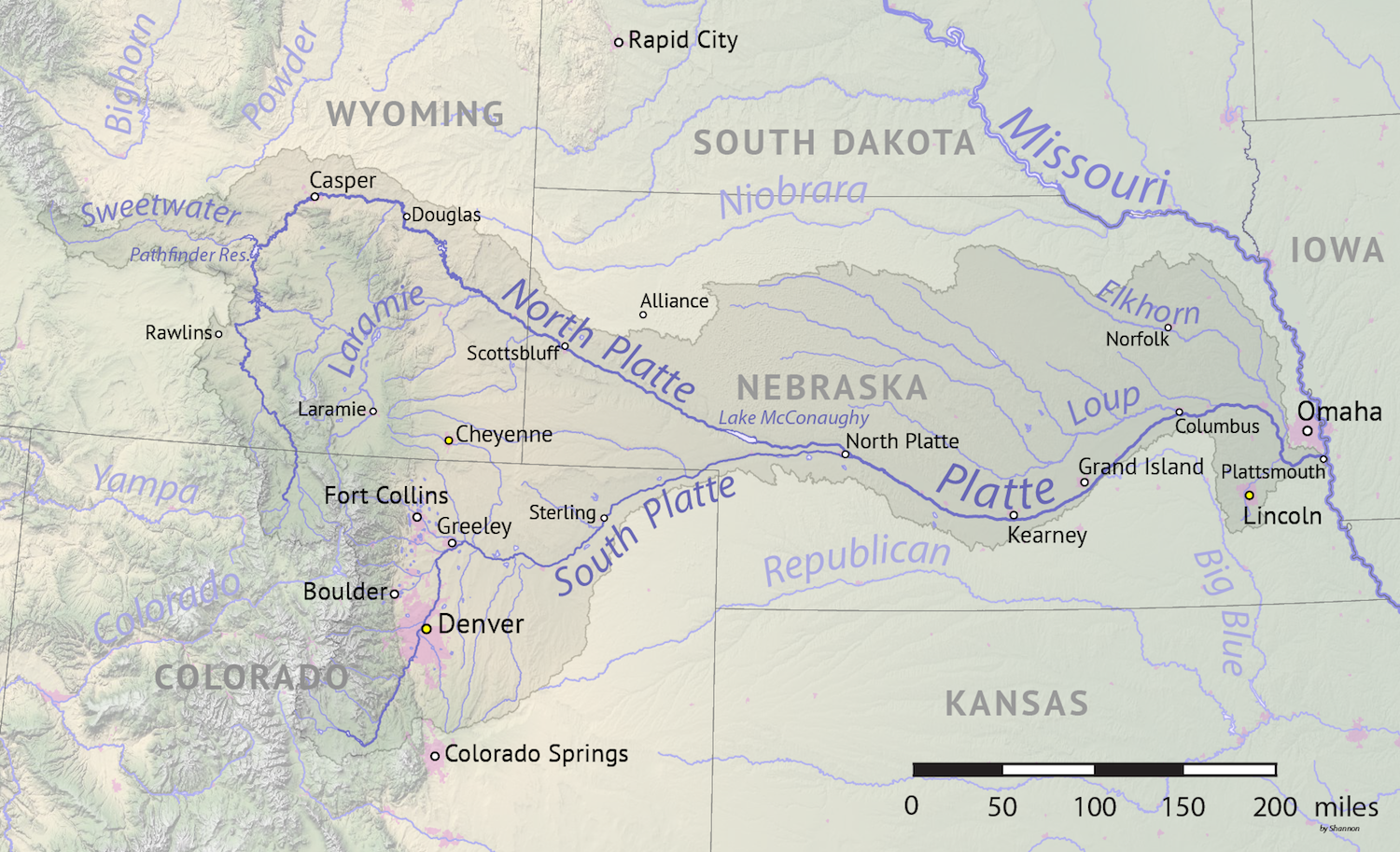
Mapa del río Platte en el que aparece North Platte

North Platte se encuentra ubicada en las coordenadas 41°7′38″N 100°45′51″O / 41.12722, -100.76417, en la zona donde confluyen los ríos Platte Norte y Platte Sur formando el Platte que es un afluente del Misisipi. Según la Oficina del Censo de los Estados Unidos, North Platte tiene una superficie total de 34.67 km², de la cual 34.19 km² corresponden a tierra firme y (1.38%) 0.48 km² es agua.

## Demografía
Según el censo de 2023 había 24733 personas residiendo en North Platte. La densidad de población era de 713,45 hab./km². De los 24733 habitantes, North Platte estaba compuesto por el 93.09% blancos, el 1.01% eran afroamericanos, 0.7% eran amerindios, el 0.68% eran asiáticos, el 0.02% eran isleños del Pacífico, el 2.79% eran de otras razas y el 1.71% pertenecían a dos o más razas. 